# 第一代維明頓伯爵斯賓塞·康普頓
第一代維明頓伯爵斯賓塞·康普頓，KG，KB，PC （Spencer Compton, 1st Earl of Wilmington，1673年—1743年7月2日），或译威明頓伯爵、威爾明頓伯爵，英国辉格党政治家，在1715年开始一直在政府中任职，直到去世。在1742年开始，他是政府领袖，但是，实际上是北方大臣（Secretary of State for the Northern Department）卡特里特勋爵（Lord Carteret）的傀儡。他被认为是英国继罗伯特·沃波尔之后的第二位首相。

## 早年生涯
第三代諾坦普敦伯爵康普顿（3rd Earl of Northhampton）的三子，受教于圣保罗学校（St Paul's School）与牛津圣三一学院（Trinity College, Oxford），后来，进入律師學院中殿（Middle Temple）。在1698年，他到萨福克郡艾（Eye）选区参选下议院议员成功。虽然，他的家人都是托利党，但是，他选择了加入辉格党，与他的兄弟第四代諾坦普敦伯爵（4th Earl of Northhampton）对立。很快，他在议会中显得突出，并开始了与罗伯特·沃波尔的合作，他们的合作维持了超过四十年。

## 政治生涯
在1707年，他获委任为退休金主計長（Paymaster of Pensions），这个职位他担任了六年。在1710年，因为与金主康沃利斯勋爵（Lord Cornwallis）政见不合，他退出议会，并试图在当时的保守党政府中取得一个职位。出于继续对康普顿家族的支持的原因，政府接受了他。在1713年，康普顿再次进入议会，这次代表东格林斯蒂德（East Grinstead）选区。在1715年，辉格党掌权，他希望取得一个高级职位，结果落空。

### 下議院議長
雖然如此，但他成为了威尔士亲王（后来的乔治二世）的司库，在不久后還在1715年當选为下議院議長。他在1715年至1727年间担任这个职位。这个职位使他被任命为枢密院顧問官。为了避免辉格党的分裂，在1717年，他加入了沃波尔-湯森联盟（Walpole-Townshend Alliance），并发现自己与当时的政府政见不合。在1720年，辉格党的分裂终结，他退出了这个联盟。
在1721年，沃波尔获任命为首相，当时輿論已開始揣測，乔治一世日後一旦駕崩，沃波爾將有失勢之虞。原因是乔治一世的兒子威尔士亲王對康普顿的信任程度比沃波爾更高，並曾嘗言自己他日繼承皇位後，會以康普頓取代沃波尔。为了避免此事发生，沃波爾一直希望在政府排斥康普頓，但仍舊在1722年任命康普顿为軍隊主計長（Paymaster of the Forces），这是一个非常有利可图的职位。在1730年，康普顿繼而出任掌璽大臣，并获颁巴斯勋章。

### 失去机会
在1727年，乔治二世继承皇位，欲实现承诺，作人事变动。然而，康普顿不被认为是一个有才华的人。他被描述为“单调乏味，虽然能够应对不同情况，但是没有天分。”（a plodding, heavy fellow, with great application but no talents.）在一次会面中，他宣布自己未准备好领导政府。因此，他对沃波尔怀有仇恨。雖然康普頓仍然与乔治二世保持友好关系，但當時已不再是君主繞過议会独自委任大臣的时代，因此康普頓不能透過乔治二世而取得大權，自此，康普頓在政府的影響力便一落千丈。

### 辉格党爱国者
为了使得他离开下议院，沃波尔在1728年封康普顿为維明頓男爵（Baron Wilmington），在两年后，又封他为維明頓伯爵与伯文西子爵（Viscount Pevensey），更任命他为樞密院議長（Lord President of the Council）。他与猛批沃波尔的辉格党爱国者（Patriot Whigs）的联系日益增多，但是，在议会中仍然坚持政府的路线。在1733年的海关危机（Excise Crisis）中，他未能平息风波。他一直把持着樞密院議長这个职位，直到1742年。

### 首相
在1742年1月，他接过沃波尔第一财政大臣与卡特里特内阁（Carteret Ministry）领袖的职位。但是，实际上，政府由卡特里特勋爵所操纵。維明頓的健康开始转差，并发现卡特里特未经咨询就擅自任命官员。他一直担任首相，直到他去世，他的职位由軍隊主計長亨利·佩勒姆接替。他生前未婚，并无子女，所以他所有的头衔都断绝了。

## 纪念
德拉瓦、北加利福尼亚、佛蒙特都有以他为名的城市。維明頓一座大楼也以他为名。

## 荣衔

維明頓伯爵盾徽。

- 斯賓塞·康普顿阁下 （1673-1698）
- 斯賓塞·康普顿阁下，MP （1698–1710）
- 斯賓塞·康普顿阁下 （1710–1713）
- 斯賓塞·康普顿阁下，MP （1713–1716）
- 斯賓塞·康普顿阁下，MP （1716–1725）
- 斯賓塞·康普顿爵士阁下，KB，MP （1725–1728）
- 斯賓塞·康普顿勋爵阁下，KB，PC （1728–1730）
- 維明頓伯爵阁下，KB，PC （1730-1733）
- 維明頓伯爵阁下，KG，KB，PC （1730-1733）

## 注脚
1. ↑  Compton Towers 的存檔，存档日期2008-06-25.

## 传记
- Browning, Reed. The Duke of Newcastle. Yale University Press, 1975.
- Field, Ophelia. The Kit-Cat Club: Friends who Imagined a Nation. Harper Collins, 2008.
- Pearce, Eward. The Great Man: Sir Robert Walpole Pimlico, 2008.
- Simms, Brendan. Three Victories and a Defeat: The Rise and Fall of the First British Empire. Penguin Books, 2008.